# Stigmella bicolor
Stigmella bicolor là một loài bướm đêm thuộc họ Nepticulidae. Nó được tìm thấy ở Kazakhstan, Uzbekistan, Tadzhikistan và Kirgiziya.
Ấu trùng ăn Acer species.